# Abane Ramdane
Dans ce nom, le nom de famille précède le nom personnel.
Ramdane Abane (en arabe : رمضان عبان, en kabyle : Remḍan Ɛebban, en tifinagh : ⵕⵎⴹⴰⵏ  ⵄⴱⴱⴰⵏ), le plus souvent désigné comme Abane Ramdane (le patronyme avant le prénom), né le 10 juin 1920 à Fort-National (aujourd'hui Larbaâ Nath Irathen) dans l'actuelle wilaya de Tizi Ouzou, et mort assassiné le 27 décembre 1957 à Tétouan au Maroc, est un militant politique et révolutionnaire algérien, ayant joué un rôle clé dans l'organisation de la lutte indépendantiste lors de la guerre d'Algérie.
Souvent considéré comme le dirigeant le plus politique du Front de libération nationale (FLN), il est surnommé « l'architecte de la révolution ». Abane Ramdane a su regrouper et unir au sein du FLN l’ensemble des courants politiques pour lutter contre la domination française. Principal organisateur du congrès de la Soummam, il trace les grandes lignes du mouvement révolutionnaire consistant à créer un État dans lequel l'élément politique l'emporte sur l'élément militaire, et a opté pour le pluralisme politique et linguistique en Algérie.
Il meurt assassiné en décembre 1957 au Maroc sur fond de querelles de pouvoir au sein du FLN,.

## Biographie
Abane Ramdane est né le 10 juin 1920 à Azouza dans la commune de Larbaâ Nath Irathen dans l'actuelle wilaya de Tizi Ouzou. En 1933, il obtient son certificat d'études primaires. En octobre 1933, il rejoint le collège Duveyrier à Blida où il accomplit toute sa scolarité secondaire en tant qu'interne. En 1942, Il obtient le baccalauréat mathématiques avec mention « Bien ».
Il est mobilisé et affecté pendant la Seconde Guerre mondiale, avec le grade de sous-officier, dans un régiment de tirailleurs algériens stationné à Blida, en attendant le départ pour l'Italie. Démobilisé, il entre au Parti du peuple algérien (PPA) et milite tout en travaillant comme secrétaire de la commune mixte de Châteaudun du Rhummel (Chelghoum Laïd).
Marqué par les massacres du 8 mai 1945, il abandonne ses fonctions, rompt définitivement avec l'administration coloniale et entre en clandestinité pour se consacrer à « la cause nationale » au sein du PPA-MTLD. Il est désigné, en 1948, comme chef de wilaya, d'abord dans la région de Sétif, puis dans l'Oranie. Durant cette période, il est également membre de l'Organisation spéciale (OS), bras armé du Parti, chargé de préparer la Révolution.

### Dans les prisons françaises, élaboration d'une culture politique
Recherché par la police française dans l'affaire dite du « complot de l'OS » (1950), il est arrêté quelques mois plus tard dans l'Ouest du pays. Il est jugé en 1951, après avoir subi plusieurs semaines d'interrogatoire et de torture, et condamné à 5 ans de prison, 10 ans d'interdiction de séjour, 10 ans de privation des droits civiques et 500 000 francs d'amende pour « atteinte à la sûreté intérieure de l'État ». Commence alors un long séjour dans les prisons d'Algérie (Bougie, Barberousse, Maison Carrée) et de métropole. Après un court séjour aux Baumettes (Bouches-du-Rhône) au début de l'année 1952, il est transféré à Ensisheim (Haut-Rhin, Alsace) dans une prison de haute sécurité. Soumis à un régime de détention de droit commun, il entame une longue grève de la faim. À l'article de la mort, il est soigné et sauvé in extremis, et obtient gain de cause.
Prisonnier politique, il est transféré en 1953 à la prison d'Albi dans le Tarn (Sud-Ouest de la France) où le régime carcéral, plus souple, lui permet de s'adonner à son loisir favori, la lecture. Il découvre la condition faite à la nation irlandaise, qu'il juge semblable à celle que subit le peuple algérien depuis plus d'un siècle, et le sort d'Éamon de Valera qui connut, comme lui, les geôles britanniques.
Transféré à la prison de Maison Carrée au cours de l'été 1954, il est tenu au courant des préparatifs de novembre 1954. Il est désigné d'office comme l'un des douze membres d'un comité chargé de prendre en mains les destinées de la rébellion contre le régime français, pour l'indépendance de l'Algérie.

### Libération, retour à la clandestinité et organisation des réseaux FLN

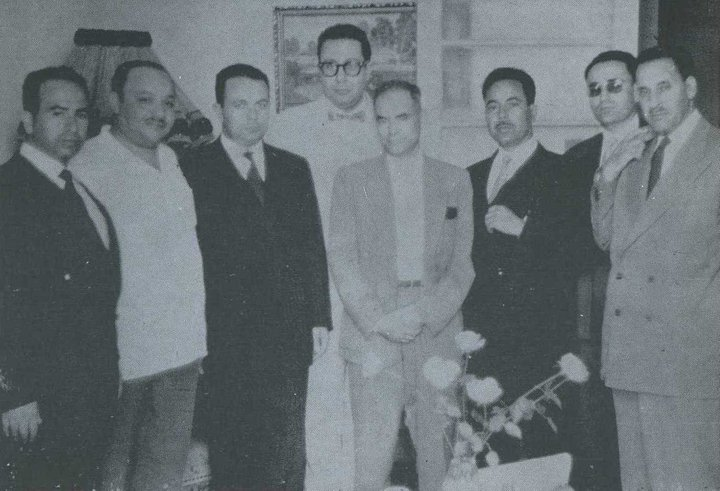
Une délégation du FLN au Caire en 1957. De gauche à droite : Krim Belkacem, Fathi Dib, Abane Ramdane, M'Hamed Yazid, Lamine Debaghine, Saad Dahlab, Benyoucef Benkhedda et Ferhat Abbas.

C'est à ce titre que les dirigeants de la zone III (Kabylie, future wilaya III historique) prennent contact avec lui quelques jours après sa sortie de prison, le 18 janvier 1955, alors qu'il est assigné à résidence à Azouza. Après quelques jours passés auprès de sa mère paralysée, il quitte Azouza, entre en clandestinité et prend en charge la direction politique de la capitale. Son appel du 1er avril 1955 à l'union et à l'engagement du peuple algérien signe l'acte de naissance d'un véritable Front de libération et son émergence en tant que mouvement national. Il y affirme son credo unitaire, « la libération de l'Algérie sera l'œuvre de tous », qu'il n'aura de cesse de mettre en œuvre.
Il obtient une grande influence dans la direction intérieure installée à Alger. Chargé des questions d'animation de la « Révolution » au niveau national en assurant la coordination inter-wilayas, il anime également la liaison avec la Délégation extérieure du FLN établie au Caire, les fédérations de France, de Tunisie et du Maroc. Il a ainsi la haute main sur toutes les grandes questions d'ordre interne et international.
Il se consacre également à organiser et à rationaliser la lutte, et à rassembler toutes les forces politiques algériennes au sein du FLN pour donner à la « révolution » du 1er novembre la dimension d'un grand mouvement de résistance nationale. Secondé par Benyoucef Benkhedda, il impulse la création d'El Moudjahid, le journal clandestin de la Révolution, qui prend la suite de Résistance algérienne, ainsi que de l'hymne national algérien Kassaman (en contactant lui-même le poète Moufdi Zakaria). Par ailleurs, il appuie la naissance des organisations syndicales ouvrière (UGTA), commerçante (UGCA) et estudiantine (UGEMA), qui deviendront, elles aussi, un terreau pour la rébellion.
Il s'efforce également de détruire les organisations concurrentes au FLN comme l'Union syndicale des travailleurs algériens (USTA) en envoyant en France Rabah Bouaziz pour cette mission. Selon Jacques Simon, il est aussi responsable du Massacre de Melouza, un bourg placé sous l'influence du Mouvement national algérien (MNA).

### Structuration politique du mouvement national et luttes internes

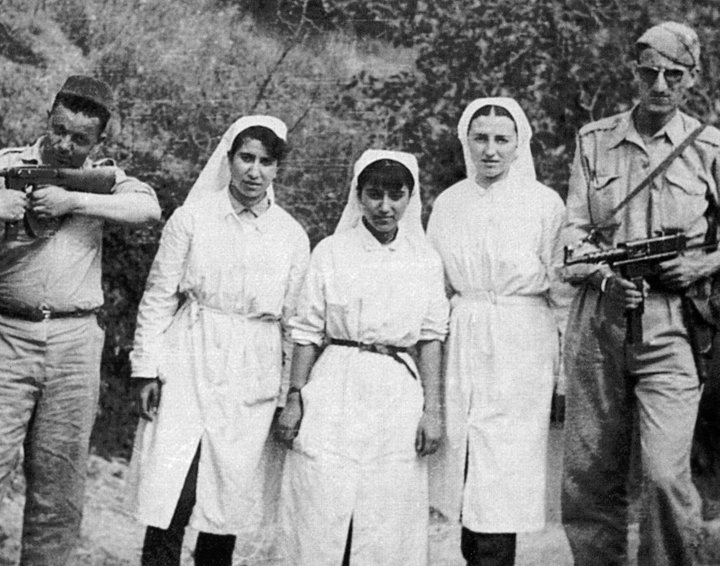
Ouazana à la wilaya IV en mai 1956. Abane Ramdane en route pour le congrès de la Soummam, de gauche à droite : Abane Ramdane, Safia Bazi, Fadhila Mesli, Meriem Belmihoub et Amara Rachid.

Il met en chantier et supervise la rédaction d'une base doctrinale destinée à compléter et à affiner les objectifs contenus dans la Proclamation du 1er novembre 1954. Appuyé par Larbi Ben M'hidi, il fait adopter au Congrès de la Soummam du 20 août 1956 un statut pour l'armée de libération nationale (ALN) devant se soumettre aux « lois de la guerre », et surtout, devenir une plate-forme politique dans laquelle est affirmée la « primauté du politique sur le militaire et de l'Intérieur sur l'Extérieur ». Critiquant la violence sans limite des militaires, il fait adopter par le Congrès, des consignes très fermes : « Les tribunaux: aucun officier, quel que soit son grade, n’a plus le droit de prononcer une condamnation à mort. Les tribunaux à l’échelle secteur et zone seront chargés de juger les civils et les militaires. L’égorgement est formellement interdit à l’avenir, les condamnés à mort seront fusillés. L’accusé a le droit de choisir une défense. La mutilation est formellement interdite, quelles qu’en soient les raisons que l’on puisse alléguer. Les prisonniers de guerre : il est formellement interdit d’exécuter les prisonniers de guerre. A l’avenir un service des prisonniers de guerre sera créé dans chaque wilaya ; il aura surtout pour tâche de populariser la justesse de notre lutte ».
En réponse à la déclaration de Guy Mollet, en février 1956, de faire exécuter les « rebelles » algériens condamnés à mort, Abane déclara : « Nous prenons le monde à témoin des conséquences qui découleraient de ce monstrueux crime devant lequel ont reculé même les Pinay, Faure et Soustelle. Si le gouvernement français faisait guillotiner les condamnés à mort, des représailles terribles s’abattront sur la population civile européenne ».

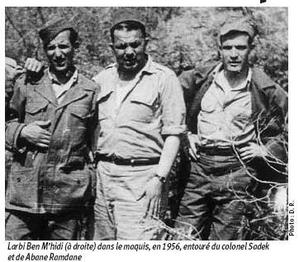
Larbi Ben M'hidi, Abane Ramdane et le colonel Sadek en 1956.

Il est désigné comme l'un des 5 membres d'un directoire politique national, le Comité de coordination et d'exécution (CCE), chargés de coordonner la « Révolution » et d'exécuter les directives de son conseil national (CNRA) créé à cet effet.
C'est Abane Ramdane qui décide avec Larbi Ben M'Hidi (membre du CCE) et Yacef Saâdi de déclencher la Bataille d'Alger, durant laquelle, chargé avec Ben M'hidi de superviser l'action militaire, il coordonne l'action et la propagande politiques en direction de la population algérienne. En mars 1957, après l'arrestation et l'assassinat de Ben M'hidi, et la traque de Yacef Saadi, les réseaux FLN à Alger, combattus par la 10e division parachutiste du général Massu, s'effondrent. Abane avec les trois autres membres du CCE doivent alors quitter la ville.
En fuyant l'Algérie, Abane Ramdane se plaçait dans une situation délicate et paradoxale : alors que, lors du congrès de la Soummam, il avait prôné et fait adopter à l'unanimité la primauté des responsables de l'intérieur sur ceux de l'extérieur ainsi que celle des « politiques » sur les « militaires », s'il ne devenait pas tout à fait un de ces derniers, le seul fait de son éloignement risquait d'affaiblir son autorité tant sur les combattants que sur la délégation extérieure du FLN. Mais le tempérament d'Abane ne le portait pas au renoncement. La disparition de Ben M'Hidi devait le consacrer définitivement comme le no 1, mais sa ligne politique est combattue d'une part par Ahmed Ben Bella qui peut s'appuyer encore sur les forces armées et surtout par Krim Belkacem, Lakhdar Bentobal, Abdelhafid Boussouf et Houari Boumédiène qu'il critique sévèrement. Cette opposition se concrétise en mars-avril 1957. Ramdane Abane fustige alors les dérives du FLN et reproche violemment aux "colonels" leur soif de pouvoir et leur conduite dictatoriale. La volonté d'écarter un rival politique relativement populaire dénonçant l'évolution du FLN vers un pouvoir militaire sera probablement la principale raison poussant les "colonels" à la décision d'emprisonner, voire d'éliminer Ramdane,.

### Assassinat

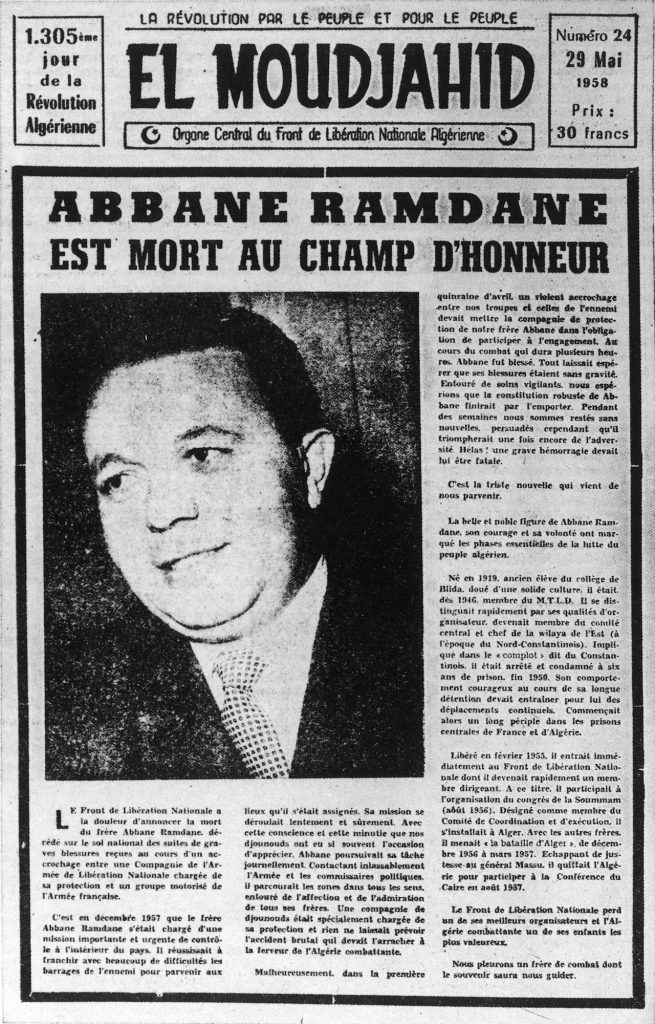
Journal El Moudjahid, numéro 24 - 29 mai 1958.

Abane Ramdane est mort assassiné le 24 ou le 26 décembre 1957, en compagnie d'Ali Harkati dans une ferme isolée entre Tétouan et Tanger au Maroc. Il fut étranglé par deux hommes de main d'Abdelhafid Boussouf dit « colonel Si Mabrouk » (1926 - 1980) et Mahmoud Chérif (1912 - 1987), tous deux membres éminents du Comité de coordination et d'exécution du Conseil national de la Révolution algérienne, car il en imposait fort aux dirigeants FLN à l'exception d'Hocine Aït Ahmed, de Krim Belkacem[réf. nécessaire] et de quelques autres, et c'est pour cela que ceux-ci décidèrent de le supprimer[pas clair]. Le 29 mai 1958, le journal El Moudjahid, journal officiel des combattants algériens, annonçait à la une « Abane Ramdane est mort au champ d'honneur » ; l'article indiquait que le numéro un de la révolution avait été tué au combat lors d'un accrochage avec l'armée française.
Le colonel Amar Ouamrane, un des responsables de la wilaya IV en 1956, prétend qu'il n'aurait voté la mort d'Abane que s'il y avait eu unanimité des membres du CCE. Obligé de se rendre en mission à Damas, il s'attendait à être convoqué par Krim Belkacem et Abdelhafid Boussouf pour décider, au sein du CCE au complet, du sort d'Abane. En fait, trois responsables seulement devaient se réunir à Tunis du 17 au 20 décembre : Lakhdar Bentobal, Mahmoud Chérif et Krim Belkacem (Boussouf étant au Maroc). Bentobal aurait informé Ouamrane en ces termes : « Nous nous sommes réunis trois jours et trois nuits, au cours desquels nous avons évoqué toutes les difficultés que nous cause Abane, nous avons tout d'abord prévu de l'arrêter et de le mettre dans la cave d'une villa appartenant à Hadj Ali, originaire d'Aïn-Beïda. Mais comme cette villa était située dans le quartier Mont-Fleury de Tunis, nous avons pensé qu'Abane pourrait attirer l'attention des passants et des autorités tunisiennes par ses cris, c'est la raison pour laquelle nous avons décidé, Krim, Mahmoud Chérif et moi, de l'envoyer au Maroc pour le mettre en prison. » En fait, cette décision, si elle a été prise de la sorte, comportait une ambiguïté : il s'agissait d'incarcérer Abane au Maroc sous la responsabilité de Boussouf, qui n'avait jamais fait mystère de ses intentions : la mort pour Abane.
Restait à envoyer Abane au Maroc. D'après Mohammed Lebdjaoui qui a interrogé sur ce point Me Ahmed Boumendjel, un piège fut tendu à Abane, qui y tomba malgré sa grande méfiance. De faux messages fabriqués par les services de Boussouf à Tunis firent état de prétendues difficultés que rencontrait le FLN au Maroc (enlèvements de militants par la police marocaine, refus de transit d'armes, etc.). Cette version du piège est corroborée par Bentobal.
Convaincu qu'il devait faire partie de la délégation qui rencontrerait le roi Mohammed V pour aplanir toutes les difficultés, Abane accepta de s'embarquer, le 24 décembre, pour Tétouan en compagnie de Krim et de Mahmoud Chérif. Selon ces deux derniers, après avoir fait escale à Rome puis à Madrid, aucun avion ne reliant directement Tunis à Tétouan, les trois hommes arrivèrent à destination le 26 décembre en fin d'après-midi. Boussouf, accompagné de quelques-uns de ses hommes, attendait à l'aéroport. « Boussouf », devait raconter Krim, « me prit par le bras et m'entraîna à part un bref instant. À brûle-pourpoint, il me dit : « Il n'y a pas de prison assez sûre pour garder Abane. J'ai décidé sa liquidation physique ». Indigné, je refusais et informais Mahmoud Chérif, qui, bouleversé, eut la même réaction que moi. »
Toujours selon les mêmes témoins, tandis que Mahmoud Chérif et Abane conversaient en attendant les bagages, Boussouf demanda à Krim : « Êtes-vous armés ? Et Boussouf, souriant, avait amorcé le geste de le fouiller. - Ne recommence jamais ça ! dit Krim. Et maintenant écoute : il a été décidé de l'enfermer et non de le tuer ! - Moi, ici, je n'ai pas de prison. Et puis à ton tour de bien écouter : ici, au Maroc, je fais ce que je veux. Abane « passera » et bien d'autres « passeront » aussi. N'oublie pas que Hitler et Franco se sont toujours entourés d'hommes qui leur étaient entièrement dévoués ! - Attention, Boussouf ! ce que tu avances est grave. Il s'agit d'un membre du CCE connu sur le plan national et sur le plan international. Bentobal est contre l'exécution d'Abane et nous lui avons signé un papier dans lequel il se déclare étranger à tout ce qui peut arriver. - Bentobal ? J'en prends la responsabilité. Je me débrouillerai avec lui et le convaincrai. »

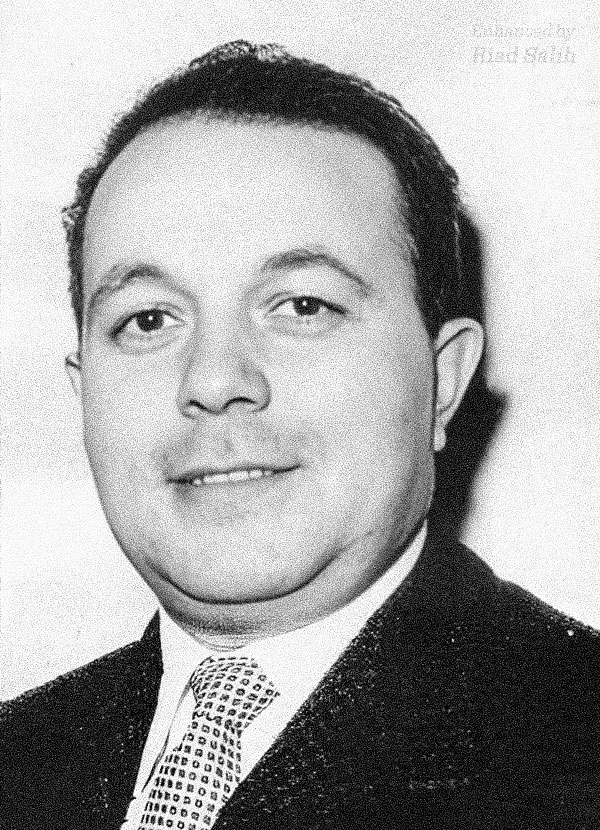
Abane Ramdane.

Abane, Krim, Mahmoud Chérif et deux des hommes de Boussouf prirent place dans une Versailles bleue qui démarra en direction de Tanger. Peu de temps après, la voiture stoppa devant une grande ferme. « Allez, descends », ordonna à Abane un des deux hommes. Celui-ci avait compris. Descendu de voiture, il fut immédiatement ceinturé et vit une mitraillette braquée contre lui. Il tenta de se débattre mais une prise de judo le paralysa. Krim lança une nouvelle fois à Boussouf, tandis qu'on emmenait Abane à l'intérieur du bâtiment : « Le C.E.E. a décidé qu'Abane serait emprisonné. Tu ne dois pas le faire exécuter ! », « Ici, nous sommes pour la mort », répondit Boussouf. « Boumediene est d'accord et Bouteflika, qui a le contact avec Ben Bella et ceux de la Santé, dit qu'ils le sont aussi. »
Le rapport ultra-secret, dont il est fait mention plus haut, concluait textuellement ainsi : « Finalement vient Boussouf qui nous dit : « Venez constater, Abane est mort ». Nous constatons en effet la mort d'Abane. Ce dernier était allongé et avait été étranglé dans cette position à l'aide d'une corde par deux hommes qui accompagnaient Boussouf à l'aérodrome. Ce n'est qu'après l'assassinat d'Abane que nous nous sommes rendu compte qu'il s'était agi uniquement d'une vengeance personnelle de Boussouf, dont les hommes de main m'ont révélé secrètement qu'il a participé lui aussi à l'étranglement en serrant de ses propres mains le cou d'Abane. » Cependant, ce même rapport note qu'« un homme dont le nom sera révélé au moment opportun m'a fait savoir à Beyrouth qu'Abane a été exécuté par Boussouf sur ordre de Krim Belkacem. »
Le 1er octobre 1963, le président Ahmed Ben Bella, alors en conflit avec le GPRA, révèle dans un discours les circonstances réelles de la mort d'Abane Ramdane. La mort d'Abane Ramdane est une étape importante dans la dérive militaire et dictatoriale du FLN et marque la prise du pouvoir au sein du CCE puis du GPRA, du triumvirat Krim Belkacem, Boussouf et Bentobal.

## Hommages

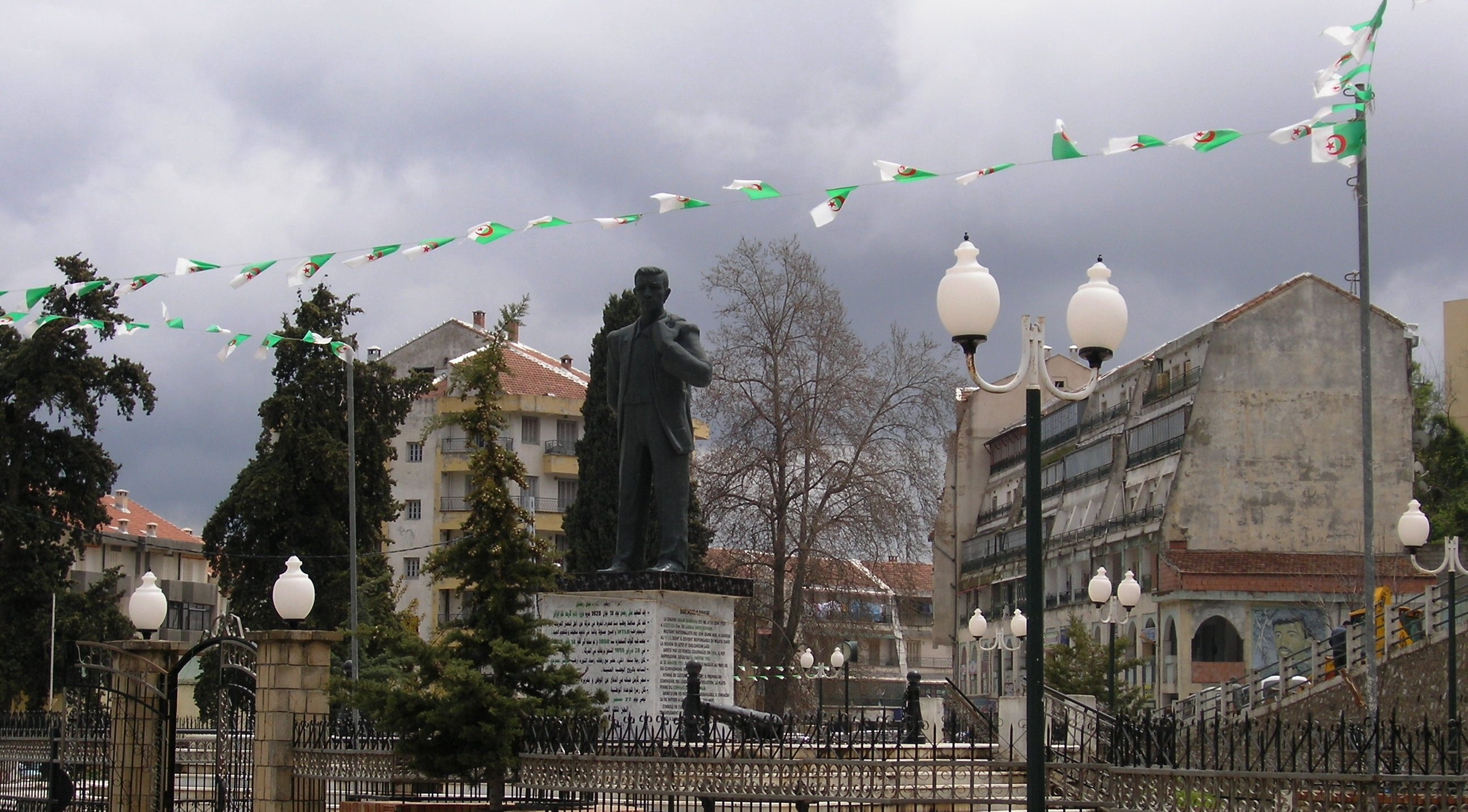
Place Abane-Ramdane à Larbaâ Nath Irathen.

En 1999, l'aéroport international de Béjaïa - Soummam reçut par décret présidentiel le nom de Ramdane Abane. En 2014, la plaque commémorative à son effigie à Larbaâ Nath Irathen évoque encore sa « mort au combat ».
Un musée est dédié au révolutionnaire. La maison familiale qui l’a vu grandir est transformée en Musée Abane Ramdane inauguré le 1er novembre 2010 à Azouza, son village natal. Un lycée à Mohammadia à Alger porte son nom.

### Dans la littérature
En janvier 2016, après 17 ans de silence radio, René-Victor Pilhes publie un nouveau roman, La Nuit de Zelemta, dont l'un des personnages est Abane Ramdane, qui apparait en filigrane, et dont Pilhes imagine qu'il ait pu, lors de son périple vers le Maroc, rencontrer un soldat de l'Armée française avec qui il avait préalablement tissé des liens lors de visites pénitentiaires.
La vie d'Abane Ramdane est également abordé dans les ouvrages et pièces de théâtre suivants :
- Le foehn ou la preuve par neuf, tragédie en 4 actes, Mouloud Mammeri, Publisud, Paris, 1982. Mouloud Mammeri l’écrit en 1957, en pleine bataille d’Alger. Il y est question d’un piège tendu à Abane, chef de à Alger, par un colon commandant. Sombre prémonition de Mouloud Mammeri, car Abane tombera quelques mois plus tard dans un piège tendu par des colonels, ses frères de lutte.
- Dans les ténèbres gîtent les aigles, pièce de théâtre de Messaoud Benyoucef. Mise en scène des personnages d'Abane Ramdane et de Frantz Fanon qui fut son collaborateur au département de l'information à Tunis en 1957, par Claude Alice Peyrottes avec Jean–Guy Biroto, Charles Chemin, Emmanuelle Granger, Nordine Hassani, Lyazid Khimoun et Gilles Najeau.
- Le Fakir, René-Victor Pilhes, Flammarion, 1995. Abane Ramdane, chef de la révolution algérienne, est incrusté dans une fiction traitant d'un épisode de la guerre d'Algérie : Un jeune officier tombe nez à nez au cours d'une perquisition dans un village de l'Oranais avec l'homme auquel il s'était lié d'amitié à la prison d'Albi, alors qu'il était adolescent. Il ferme les yeux et laisse ainsi s’échapper le numéro 1 de la révolution algérienne. Il en concevra du remords et le sentiment d'avoir trahi sa patrie. Il s’en ouvrira, l’alcool aidant, à sa maîtresse, vieille tenancière de bordel, qui n’a pas sa langue dans sa poche. Ses chefs et ses collègues lui rappelleront sa forfaiture trente ans plus tard alors qu'il est devenu un gros bonnet dans le monde de la publicité et de la communication.

### Au cinéma
- D argaz ammi, ce fut un homme mon fils. Moyen métrage d'Ahcène Osmani, Algérie 1995, retraçant le parcours militant et révolutionnaire d'Abane Ramdane. Dernier cycle de projection : Cinémathèque québécoise Avril 2003, dans le cadre de la semaine amazigh de Montréal 2003.
- Dictionnaire historique et géopolitique du XXe siècle : La première entrée est consacrée à Abane Ramdane.
- Les discours militants et l'assassinat d'Abane Ramdane (interprété par Salem Kali) sont représentés dans le film biographique Fanon de Jean-Claude Barny (2025).

## Décorations
- Ahid de l'ordre du Mérite national d'Algérie.

## Citations
« Abane Ramdane a eu le grand mérite d'organiser rationnellement notre insurrection en lui donnant l'homogénéité, la coordination et les assises populaires qui lui étaient nécessaires et qui ont assuré la victoire. »

— Ferhat Abbas, L'Indépendance confisquée, éd Flammarion, Paris 1984 (p.188-189).

« J'ai connu pas mal d'intellectuels, mais Abane Ramdane était remarquablement intelligent. C'était en outre un homme simple, d'une sincérité absolue. Il n'aimait ni s'habiller ni avoir de l'argent. La seule chose qui lui importât était l'unité nationale. Il était décidé à l'obtenir par tous les moyens. Et c'est cela qui a choqué beaucoup de militants. Il était violent, brutal, radical et expéditif dans ses décisions. »

— Amar Ouamrane (cf. Achour Cheurfi, La Classe politique algérienne, de 1900 à nos jours, Casbah Éditions).